# ウィリアム・ギャディス

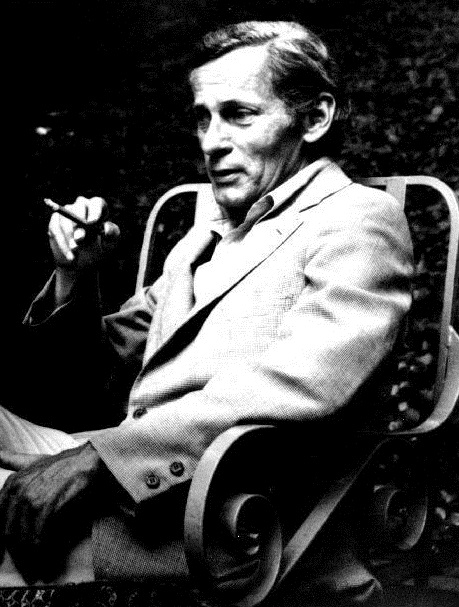
ウィリアム・ギャディス（1975年）

ウィリアム・ギャディス (William Gaddis, 1922年12月29日 - 1998年12月16日)はアメリカ合衆国・ニューヨーク出身の小説家。 JR と A Frolic of His Own によって全米図書賞を二度受賞した。

## 人物
作風はポストモダンと呼ばれることが多いが、モダニズム的な色合いも濃く、デビュー当時はジェイムズ・ジョイスに似ていると評された。トマス・ピンチョンやドン・デリーロなどと並んで、作品はいずれも大部。特に『JR』以後の作品では、ト書きのない脚本のような書き方が顕著で、「誰がしゃべっているのか」、「この人物はどういう人物か」、「今しゃべっている人たちはしゃべりながら何をしているのか」などといった情報は、読者が発話内容から推測しながら読み進めなければならない。また、登場人物の発話も、言いかけて途中でやめたり、言い直したり、他人の話の最中にさえぎったりなどして、非文法的な不完全文が多いが、それによってリアルなせりふとなると同時に、そこにプロット上の仕掛けが施されていたりする。

## エピソード
同じアメリカの作家、ウィリアム・ギャスとは、年齢も近く名前も似ており、またともに寡作で前衛的な作風である。「ニューヨーク・タイムズ・ブックレビュー」は、ギャディスの作品「カーペンター・ゴシック」の刊行時に、編集者推薦コーナーで「ギャスの作品」として誤って掲載したことがあった。

## 作品
- 『認識』(The Recognitions, 1955)
- 『JR』(JR FAMILY OF COMPANIES, 1975)
  - 木原善彦訳、国書刊行会、2018年
- 『カーペンターズ・ゴシック』(Carpenter's Gothic, 1985)
  - 木原善彦訳、本の友社、2000年／国書刊行会、2019年
- 『自己責任の遊び』(A Frolic of His Own, 1994)
- 『アガペー、アゲイプ』(Agapē Agape, 2002)